# Polska Agencja Prasowa

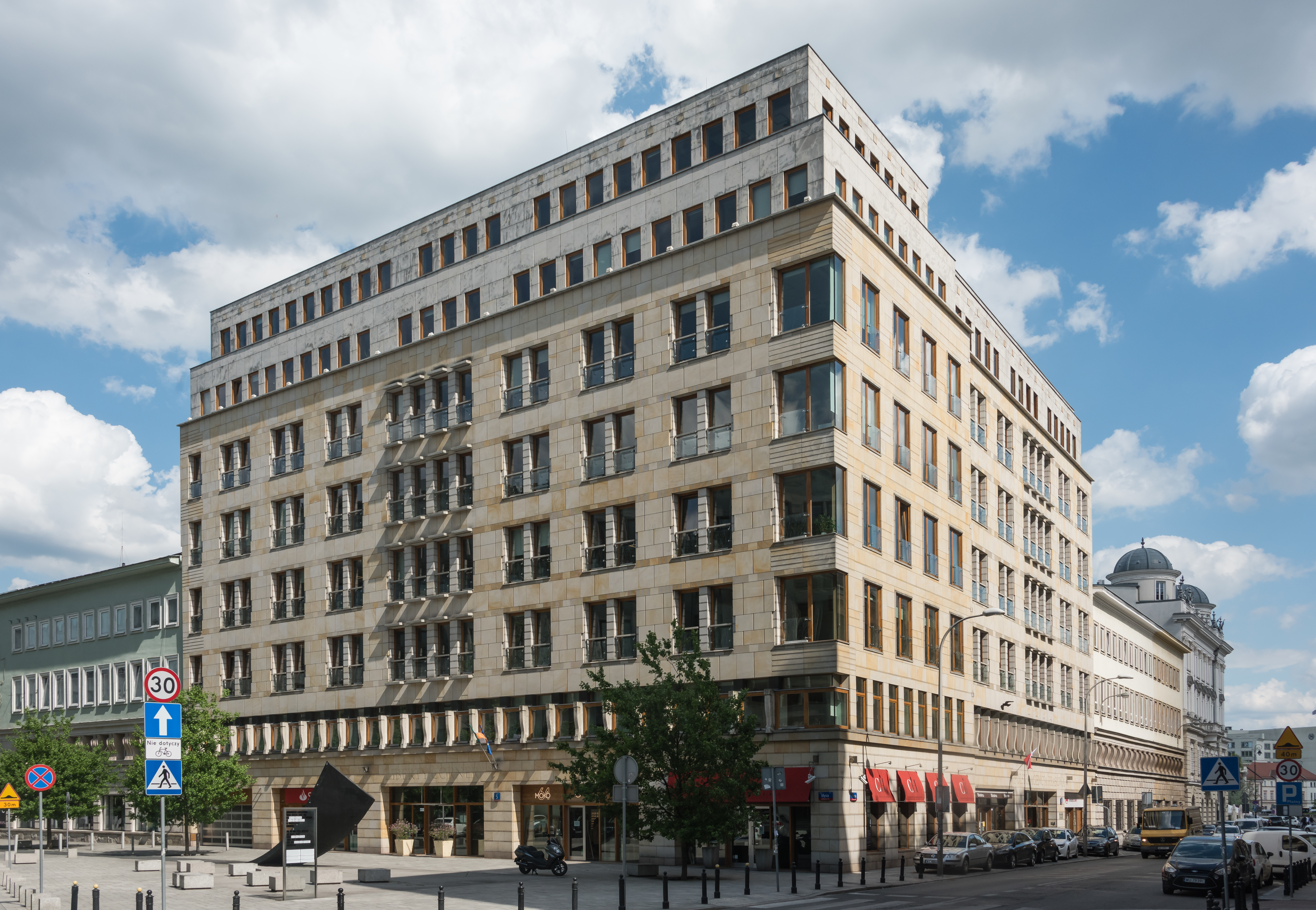
Biurowiec Liberty Corner na rogu ulic Mysiej i Brackiej w Warszawie, siedziba PAP

Pieczątka Polskiej Agencji Prasowej „Polpress” (1945)

Polska Agencja Prasowa (PAP) – polska publiczna agencja prasowa, jedyna państwowa agencja informacyjna w Polsce. Zgodnie ze statutem do jej zadań należy uzyskiwanie i przekazywanie odbiorcom rzetelnych, obiektywnych i wszechstronnych informacji z Polski i z zagranicy. Agencja jest także zobowiązana do upowszechniania stanowiska Sejmu, Senatu, Prezydenta Rzeczypospolitej Polskiej i Rady Ministrów, a także umożliwia innym naczelnym organom państwa prezentowanie swoich stanowisk w ważnych sprawach państwowych.
Siedziba Polskiej Agencji Prasowej mieści się w Warszawie, gdzie pracuje 14 redakcji tematycznych. W całej Polsce działają też 24 oddziały terenowe agencji.
W 2013 roku Polska Agencja Prasowa miała 400 pracowników etatowych i blisko 100 współpracowników, w tym 300 dziennikarzy w Warszawie, 70 korespondentów regionalnych, 40 fotoreporterów i 30 korespondentów zagranicznych (m.in. w Berlinie, Brukseli, Kijowie, Londynie, Madrycie, Moskwie, Nowym Jorku, Paryżu, Rzymie, Sofii, Sztokholmie, Waszyngtonie oraz Wilnie).
W czasie misji polskiego kontyngentu wojskowego w Iraku (2003-2008) Polska Agencja Prasowa utrzymywała placówkę w tym państwie.
W maju 2018 roku spółka uruchomiła anglojęzyczny portal informacyjny Thefirstnews.com. Redakcja portalu zajmuje się polityką, gospodarką, kulturą, nauką, historią i sportem, skupiając się na wydarzeniach w Polsce.
W styczniu 2019 roku nastąpiło połączenie Przedsiębiorstwa Wydawniczego „Rzeczpospolita” Sp. z o.o. (PWR) z Polską Agencją Prasową na skutek czego cały majątek Przedsiębiorstwa Wydawniczego „Rzeczpospolita” został przeniesiony do Polskiej Agencji Prasowej.
W 2019 roku Polska Agencja Prasowa ogłosiła plany poszerzenia sieci swoich korespondentów o dodatkowe państwa w Europie, na Kaukazie, w Ameryce Łacińskiej i Azji Południowo-Wschodniej.

## Historia
31 października 1918 roku grupa polskich dziennikarzy przejęła biura Austriackiej Agencji Prasowej w Krakowie i Lwowie oraz założyła Polską Agencję Telegraficzną. W tydzień później Prezydium Rady Ministrów podjęło decyzję o uczynieniu z Polskiej Agencji Telegraficznej agencji urzędowej. W 1924 roku spółka została znacjonalizowana. Początkowo rozpowszechniała informacje za pomocą biuletynów telegraficznych, a od 1928 roku – także za pomocą codziennych Kronik Filmowych PAT.
Po agresji ZSRR na Polskę 17 września 1939 roku władze PAT opuściły Polskę wraz z rządem i wznowiły działalność agencji na uchodźstwie – początkowo w Paryżu, a następnie (od 1940 roku) w Londynie, gdzie Agencja działała do 1991 roku.
10 marca 1944 roku Związek Patriotów Polskich powołał w Moskwie Polską Agencję Prasową Polpress. We wrześniu 1945 roku jej siedziba została przeniesiona do Warszawy. Początkowo niesformalizowana i podległa bezpośrednio kierownictwu ZPP oraz dowództwu wojskowemu Ludowego Wojska Polskiego, od 26 października 1945 roku PAP stała się niezależnym przedsiębiorstwem państwowym. Uchwałą Rady Ministrów z 8 sierpnia 1946 został zatwierdzony Statut Organizacyjny Polskiej Agencji Prasowej. Pierwszą, wieloletnią (1944-1954) szefową Polskiej Agencji Prasowej była Julia Minc, żona Hilarego Minca.
Mimo zasad statutowych, Agencja stała się jednym z narzędzi propagandy PRL i PZPR. W 1957 roku Agencja przeniosła się z pałacyku przy ul. Foksal do modernistycznego gmachu Banku Gospodarstwa Krajowego w Alejach Jerozolimskich, niedaleko siedziby Komitetu Centralnego PZPR. Budynek ten był siedzibą Agencji do 2001 roku.
Pod koniec lat 80. w agencji rozpoczął się okres demokratyzacji i modernizacji. 10 września 1990 roku zmianie uległo praktycznie całe kierownictwo PAP-u. Agencja dzięki temu uzyskała znaczną niezależność od czynników politycznych. Za sprawą tego, 27 lutego 1991 roku, doszło do symbolicznego połączenia Polskiej Agencji Prasowej z emigracyjną Polską Agencją Telegraficzną. W tym samym roku do PAP została przyłączona Centralna Agencja Fotograficzna.
W 1993 roku PAP otworzyła własną stację satelitarną. W latach 1994–1996 nastąpiła komputeryzacja redakcji, a w 1995 roku agencja rozpoczęła udostępnianie swych serwisów (w tym fotograficznych) także w internecie. W 1997 roku Polska Agencja Prasowa rozpoczęła wydawanie Dziennika Internetowego PAP, pierwszej w Polsce internetowej gazety codziennej bez wersji papierowej.
W 2000 roku rozpoczęto budowę nowej siedziby PAP przy ul. Mysiej róg Brackiej, w miejscu w którym znajdował się Główny Urząd Kontroli Prasy, Publikacji i Widowisk. Wzniesiono tam Liberty Corner. Agencja zajmuje od połowy 2004 roku jego część od strony ul. Brackiej.
W ciągu ostatnich kilku lat agencja została dokapitalizowana w następstwie jednorazowej pomocy publicznej i dzięki temu została w zasadniczy sposób zmodernizowana.
W 2005 roku do PAP została przyłączona Drukarnia Naukowo-Techniczna (DNT) przy ul. Mińskiej w Warszawie, jedna z największych drukarń dziełowych w kraju – stając się oddziałem PAP. Na początku 2012 roku zarząd Agencji – przy akceptacji rady nadzorczej – zadecydował o likwidacji DNT.
Podstawą prawną dla działania PAP jest ustawa z 31 lipca 1997 roku Zgodnie z nią agencję przekształcono w jednoosobową spółkę skarbu państwa.
15 stycznia 2009 roku dotychczasowy prezes Piotr Skwieciński i członek zarządu Maciej Świrski złożyli dymisje z zajmowanych stanowisk. Rada Nadzorcza rozpoczęła postępowanie kwalifikacyjne w celu obsadzenia tych stanowisk, delegowała również Krzysztofa Andrackiego do pełnienia funkcji prezesa zarządu na okres trwania konkursu.
14 czerwca 2010 roku Rada Nadzorcza wybrała nowy zarząd.
28 kwietnia 2016 roku Rada Nadzorcza zakończyła postępowanie kwalifikacyjne na stanowisko prezesa PAP, powołując na nie z dniem 9 maja 2016 roku Artura Dmochowskiego. Stanowisko pełnił do 12 października 2017.
27 grudnia 2023 roku Minister Kultury i Dziedzictwa Narodowego w związku z wetem Prezydenta w sprawie finansowania spółki postawił ją w stan likwidacji. 29 stycznia 2024 otwarcie likwidacji zostało wpisane do Krajowego Rejestru Sądowego. Od tego czasu spółka widnieje w KRS pod nazwą Polska Agencja Prasowa S.A. w likwidacji.

## Finansowanie z budżetu państwa
W związku z zawartym w ustawie obowiązkiem upowszechniania przez Polską Agencję Prasową stanowisk Sejmu, Senatu, Prezydenta, Rady Ministrów oraz innych naczelnych organów państwa, Agencja otrzymuje co roku dotację podmiotową na dofinansowanie działalności bieżącej. W 2018 wysokość dotacji wyniosła 8 mln zł.

## Szefowie
Redaktorzy naczelni
- Franciszek Orzechowski (5 grudnia 1918–?)

Dyrektorzy
- Piotr Paweł Górecki (1921–1929)
- Roman Starzyński (1929–1933)
- Konrad Libicki (1933–1938)
- Mieczysław Obarski (1938–?)
- Andrzej Jan Nowicki (?–1946)
- Aleksy Deruga (11 marca 1946–lipiec 1950)
- Wilhelm Strasser
- Lucjusz Domański (sierpień 1951–wrzesień 1956)
- Edward Braniewski

Prezes
- Stefan Staszewski (lipiec 1957–luty 1959)

Naczelni redaktorzy
- Julia Minc (1944–1954)
- Michał Hofman (1962–1971)
- Janusz Roszkowski (1972–1983)
- Radosław Gil (30 marca 2017–czerwiec 2021)
- Cezary Bielakowski (od czerwca 2021 do grudnia 2023)
- Marek Błoński (od grudnia 2023 do stycznia 2024, p.o.)[22]
- Wojciech Tumidalski (od lutego 2024)[23][24]

Prezesi-redaktorzy naczelni
- Janusz Roszkowski (1983–1986)
- Bogdan Jachacz (1986–1990)
- Ignacy Rutkiewicz (10 września 1990 – 3 lutego 1992)
- Krzysztof Czabański (3 lutego 1992 – 30 czerwca 1992)
- Ignacy Rutkiewicz (6 października 1992 – 19 lipca 1994)
- Włodzimierz Gogołek (19 lipca 1994 – 2 grudnia 1996)
- Krzysztof Komornicki (3 grudnia 1996 – 21 listopada 1997)

Prezesi zarządu
- Robert Bogdański (31 grudnia 1997–2002)
- Waldemar Siwiński
- Piotr Skwieciński (2006–2009)
- Krzysztof Andracki (p.o.)
- Jerzy Paciorkowski (14 czerwca 2010 – 31 lipca 2013)
- Artur Dmochowski (9 maja 2016 – 9 października 2017)
- Wojciech Surmacz (od 5 stycznia 2018 do 20 grudnia 2023)
- Marek Błoński (od 20 grudnia 2023, jako likwidator)[25]

## Dziennikarze
Korespondenci zagraniczni
- Wojciech Jagielski – reportażysta i pisarz, korespondent wojenny PAP w krajach Afryki, Azji Środkowej, Kaukazu i Zakaukazia (1986–1991, 2012–2017)[26][27]
- Ryszard Kapuściński – reportażysta, publicysta, zwany „cesarzem reportażu”, korespondent PAP w Afryce, Ameryce Łacińskiej i Azji (1957–1972)[28][29][30]
- Władysław Kopaliński – leksykograf, tłumacz i wydawca, korespondent PAP w Waszyngtonie (1958–1960)[30]
- Krzysztof Mroziewicz – korespondent PAP w Indiach, dziennikarz wojenny w Nikaragui, Afganistanie i Sri Lance, ambasador RP w Indiach (1996–2000)[31]
- Ryszard Piekarowicz – korespondent PAP w Azji Południowej (1967–1971, 1975–1981) i w Stanach Zjednoczonych (1989–1994)[32][33]
- Marian Podkowiński – reportażysta, pisarz i publicysta, sprawozdawca PAP z procesów norymberskich (1945–1947)[34][35]
- Edmund Osmańczyk – publicysta, politolog, polityk, korespondent zagraniczny w Polskim Radiu i PAP m.in. w Brazylii i Meksyku[30]
- Marek Ostrowski – dziennikarz, prawnik, komentator wydarzeń zagranicznych, korespondent PAP we Francji (1979-1986), Szwajcarii (1989-1991) i Wielkiej Brytanii (1991-1994)[36]
- Leonid Teliga – żeglarz i pisarz, przygotowywał dla PAP korespondencje z Rzymu[37]
- Leopold Unger – publicysta, eseista, sprawozdawca PAP w Rumunii (1948-1949)[38] i korespondent PAP oraz „Życia Warszawy” na Kubie w czasie tzw. kryzysu kubańskiego[39][40]

## Odznaka Zasłużony dla Polskiej Agencji Prasowej
Złota odznaka i honorowa legitymacja przyznawana wybitnym dziennikarzom.
Przyznając pierwsze odznaki w 2005 roku, ówczesny Prezes PAP Waldemar Siwiński podkreślił w czasie uroczystości, że:

tożsamość PAP była i jest budowana przez lata, poprzez udział w ważnych wydarzeniach dla Polski. Ale również ta tożsamość budowana jest poprzez ludzi, którzy odcisnęli w jej historii pozytywny ślad, dzięki ich osobowości, talentowi, ich wybitnej pracy.

- W 2005 roku Prezes PAP Waldemar Siwiński wręczył odznaki i honorowe legitymacje Zasłużony dla Polskiej Agencji Prasowej:
  - Ryszardowi Kapuścińskiemu – legitymacja nr 1
  - Krzysztofowi Mroziewiczowi – legitymacja nr 2
  - Wojciechowi Jagielskiemu – legitymacja nr 3
- W 2009 roku p.o. Prezesa PAP Krzysztof Andracki wręczył odznakę i honorową legitymację Zasłużony dla Polskiej Agencji Prasowej fotoreporterowi:
  - Andrzejowi Rybczyńskiemu – legitymacja nr 4
- 13 lutego 2012 roku z rąk Prezesa PAP Jerzego Paciorkowskiego odznakę i honorową legitymację Zasłużony dla Polskiej Agencji Prasowej odebrali fotoreporterzy:
  - Jerzy Undro – legitymacja nr 5
  - Adam Hawałej – legitymacja nr 6
  - Ludwik Arendt – legitymacja nr 7

## Plebiscyt na najlepszego sportowca Europy
Od 1958 roku PAP organizuje coroczny plebiscyt na najlepszego sportowca Europy w roku kalendarzowym, zwany Ankietą Polskiej Agencji Prasowej. W plebiscycie głosują dziennikarze z 21 agencji prasowych Europy. Ogłoszenie wyników Ankiety PAP następuje pod koniec grudnia. W ostatnich latach triumfatorami plebiscytu byli m.in. Michael Schumacher, Roger Federer, Jelena Isinbajewa, Rafael Nadal, Novak Đoković i Sebastian Vettel.